# Johannes Høsflot Klæbo
Johannes Høsflot Klæbo (født 22. oktober 1996) er en norsk langrendsløber.
Han vandt tre guld ved vinter-OL 2018 i Pyeongchang og blev den yngste mandlige olympiske vinder nogensinde i langrend.

## Eksternehenvisninger
- Johannes Høsflot Klæbos opslag i Munzinger Sportsarchiv (tysk)
- Johannes Høsflot Klæbos profil på Olympics.com (engelsk)
- Johannes Høsflot Klæbos profil på Olympedia (engelsk)
- Johannes Høsflot Klæbos profil hos FIS (Langrend) (engelsk)